# Leuktal, Krautfelsen u. Bärenfels bei Orscholz
Leuktal, Krautfelsen u. Bärenfels bei Orscholz este o arie protejată (arie specială de conservare — SAC, sit de importanță comunitară — SCI, arie de protecție specială avifaunistică — SPA) din Germania întinsă pe o suprafață de 269 ha, integral pe uscat.

## Localizare
Centrul sitului Leuktal, Krautfelsen u. Bärenfels bei Orscholz este situat la coordonatele 49°30′58″N 6°30′25″E / 49.5161°N 6.5069°E.

## Înființare
Situl Leuktal, Krautfelsen u. Bärenfels bei Orscholz a fost declarat sit de importanță comunitară în octombrie 2000 pentru a proteja 10 specii de animale. Alte tipuri de protecție:
- arie de protecție specială avifaunistică (în februarie 2006)[3]
- arie specială de conservare (în decembrie 2016)[2][4][5]

## Biodiversitate
Situată în ecoregiunea continentală, aria protejată conține 10 habitate naturale: Lacuri eutrofice naturale cu vegetație de tip Magnopotamion sau Hydrocharition, Cursuri de apă de la nivel de câmpie la nivel montan, cu vegetație Ranunculion fluitantis și Callitricho-Batrachion, Pajiști uscate europene, Liziere de ierburi înalte hidrofile de câmpie și de nivel montan până la alpin, Fânețe de joasă altitudine (Alopecurus pratensis, Sanguisorba officinalis), Grohotișuri silicioase medio-europene, la altitudine înaltă, Pante stâncoase silicioase cu vegetație casmofită, Păduri de fag Luzulo-Fagetum, Păduri pe pante, grohotișuri și ravene de Tilio-Acerion, Păduri aluvionare cu Alnus glutinosa și Fraxinus excelsior (Alno-Padion, Alnion incanae, Salicion albae).
La baza desemnării sitului se află mai multe specii protejate:
- păsări (5): pescăruș albastru (Alcedo atthis), mierla de apă (Cinclus cinclus), ciocănitoarea de stejar (Dendrocopos medius), ciocănitoare neagră (Dryocopus martius), gaia roșie (Milvus milvus)
- mamifere (2): liliac cu urechi mari (Myotis bechsteinii), liliac comun (Myotis myotis)
- nevertebrate (2): Austropotamobius torrentium, fluturele purpuriu (Lycaena dispar)
- pești (1): zglăvoacă (Cottus gobio)

Pe lângă speciile protejate, pe teritoriul sitului au mai fost identificate 3 specii de plante, 5 specii de mamifere, 3 specii de nevertebrate.